# Димитър Василев (фехтовач)
Димитър Василев е български състезател по фехтовка на шпага, рапира и сабя. Той се състезава на летните олимпийски игри през 1928 и 1936 г. Световен шампион на шпага.
Роден е на 20 септември 1903 г. Ученик е на основателя на спортната фехтовка в България полк. Владимир Андреев. През 1961 г. е ограничен от властта от упражняване на всякаква дейност, свързана с фехтовката.